# Chromium B.S.U.
Chromium B.S.U.是Linux下的经典纵向卷轴射击游戏，授权为Artistic License，是开源软件。之前经常和Google的Chrome浏览器混淆，2009年其简称改为chromium-bsu。
游戏以极高难度著称。作为运输舰队的护航机，不能放走任何一艘敌人飞船，否则损失一次机会──即丢一条命。

## 开发
原作者Mark B. Allan，于2003年底停止开发。2008年有人接手，进行部分bug清理，游戏并无多大变化，开始支持i18n。转为使用Git代码管理系统。

## 其他
- 重要开源游戏列表

## 外部連結
- Chromium主页
- Chromium主页(SourceForge)（页面存档备份，存于）
- Chromium在Debian（页面存档备份，存于）